# DEFA1
DEFA1‏ (Defensin alpha 1) هوَ بروتين يُشَفر بواسطة جين DEFA1 في الإنسان.